# Gare d’Hagondange
Gare d’Hagondange vasútállomás Franciaországban, Hagondange településen.

## Vasútvonalak
Az állomást az alábbi vasútvonalak érintik:
- Metz-Ville-Zoufftgen-vasútvonal

## Kapcsolódó állomások
A vasútállomáshoz az alábbi állomások vannak a legközelebb:
- Gare de Walygator-Parc
- Gare d’Uckange
- Gare de Maizières-lès-Metz
- Gare de Gandrange - Amnéville